# Chiesa di Tutti i Santi al borgo Sant'Antonio
La chiesa di Tutti i Santi è una storica chiesa di Napoli ubicata in via Sant'Antonio Abate.

## Storia
La chiesa fu realizzata nel XV secolo, grazie alle elemosine del popolo che risiedeva nel borgo extramoenia, nei pressi di Porta Capuana. La struttura fu restaurata ampiamente nei secoli successivi e oggi è parte pittoresca del movimentato mercato popolare che si svolge tra le vie del Borgo Sant'Antonio (chiamato in napoletano Bùvero).
La facciata presenta un semplice portale in piperno sormantato da un oculo. Nell'interno, a navata unica con cappelle laterali poco profonde, si conservano alcune opere pittoriche che spaziano tra il XVI secolo e il XIX secolo e una Madonna con il Bambino, splendida scultura marmorea attribuita ad Ercole Ferrata. Di notevole importanza sono anche gli ambienti della sagrestia.